# آب‌گرفتگی
آب‌گرفتگی یا حوض شدن (به انگلیسی: Ponding) عبارت است از جمع شدن (معمولا) ناخواسته آب، معمولاً در یک سقف یا جاده صاف. آب‌گرفتگی خراب شدن بسیاری از مواد از جمله چسب‌های درز در سیستم‌های سقف تک‌لایه، تکیه‌گاه‌های تجهیزات فولادی و به‌ویژه آسفالت سقف را تسریع می‌کند. در سقف‌های آسفالتی با شیب کم، آب حوضچه به اجزای حلال روغن آسفالت اجازه می‌دهد تا خارج و تبخیر شوند و غشای سقف را شکننده و مستعد ترک خوردن و نشت در محل حوض شدن می‌کند. مدت زمانی که برای اشباع‌شدن آب یک منطقه صرف می‌شود، معمولاً از بارندگی که سبب تشکیل حوض می‌شود، به عنوان «زمان حوض شدن» یا «زمان تشکیل حوض» نامیده می‌شود.